# بارانی بوگور
بارانی بوگور (به لاتین: Barany Bugor) یک منطقهٔ مسکونی در روسیه است که در استان آستراخان واقع شده‌است.